# Zomergem
Zomergem ist ein Ortsteil der belgischen Gemeinde Lievegem in der Region Flandern mit 8.466 Einwohnern (Stand 1. Januar 2018). Bis zum 1. Januar 2019 war Zomergem eine eigenständige Gemeinde mit dem namensgebenden Hauptort und den beiden Ortsteilen Oostwinkel und Ronsele.
Eeklo liegt sieben Kilometer nördlich, Gent 14 km südwestlich, Brügge 25 km nordwestlich, Antwerpen 60 km nordöstlich und Brüssel etwa 63 km südöstlich.
Die nächsten Autobahnabfahrten befinden sich bei Nevele und Aalter an der A10/E 40.
In Hansbeke, Landegem, Waarschoot und Aalter befinden sich die nächsten Regionalbahnhöfe und in Gent und Brügge halten auch überregionale Schnellzüge.
Bei Oostende und Antwerpen befindet sich Regionalflughäfen und nahe der Hauptstadt Brüssel gibt es einen internationalen Flughafen.

## Persönlichkeiten
- Achiel De Backer (1908–1995), Radrennfahrer

## Bilder

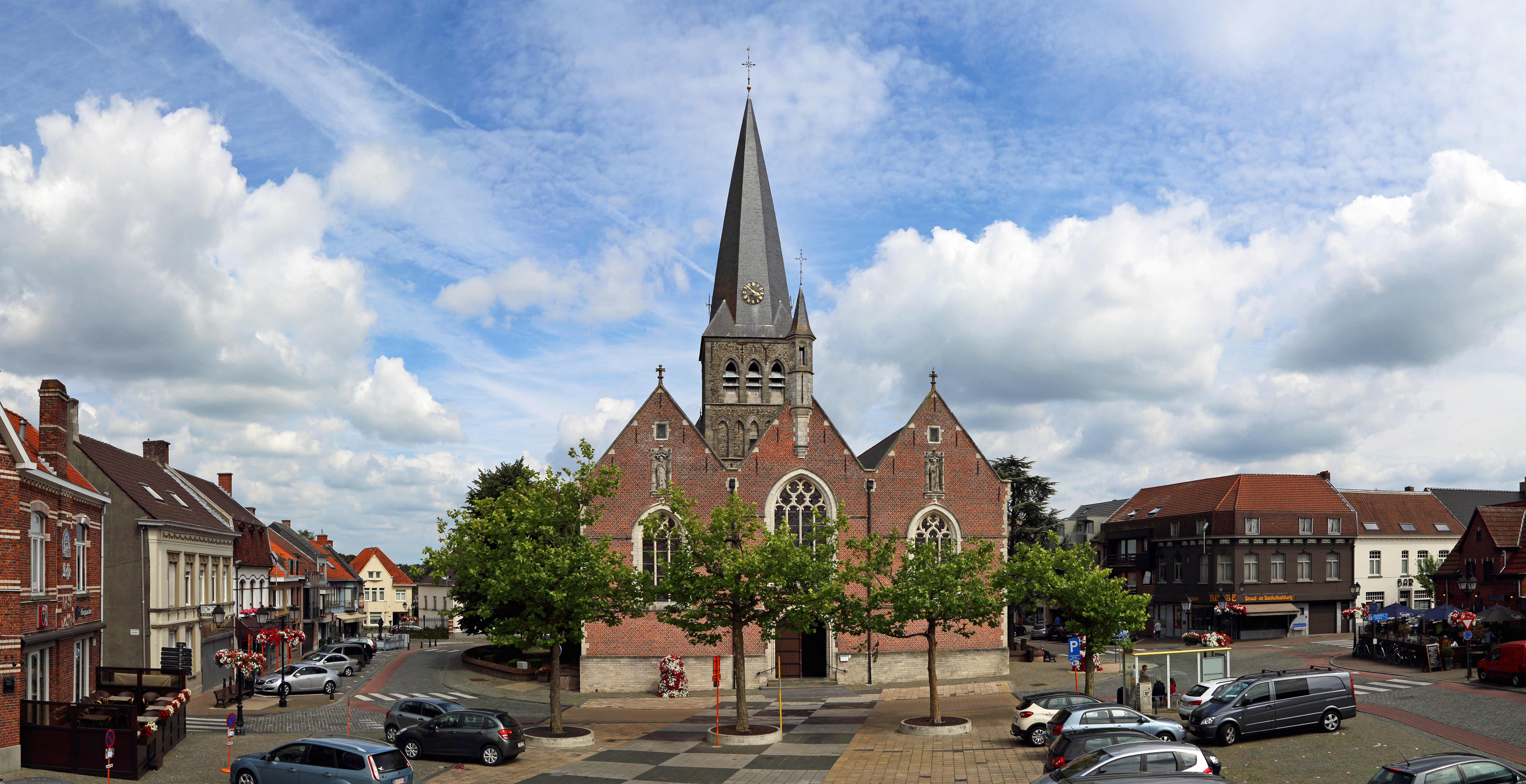
Markt und Martinikirche
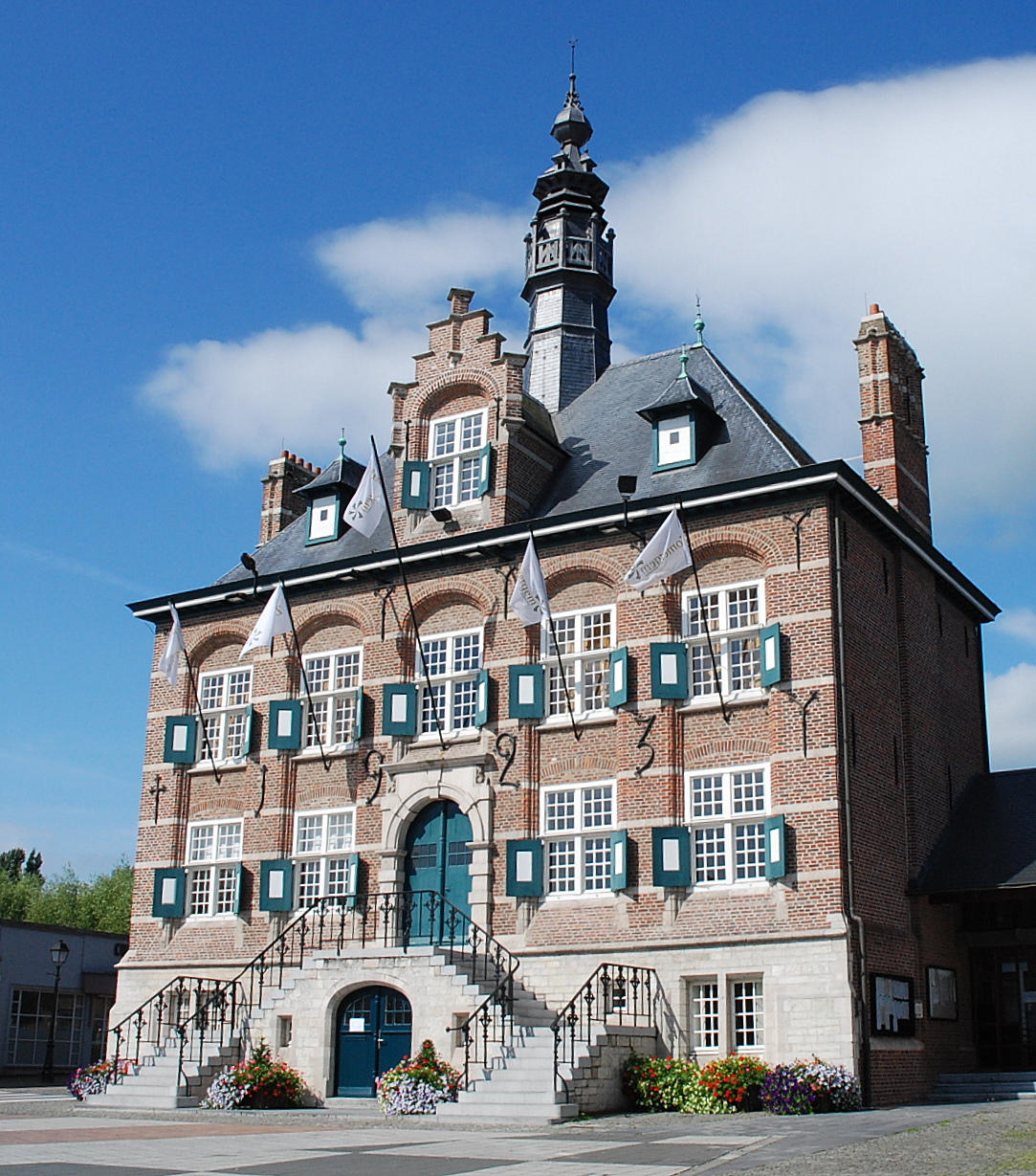
Rathaus
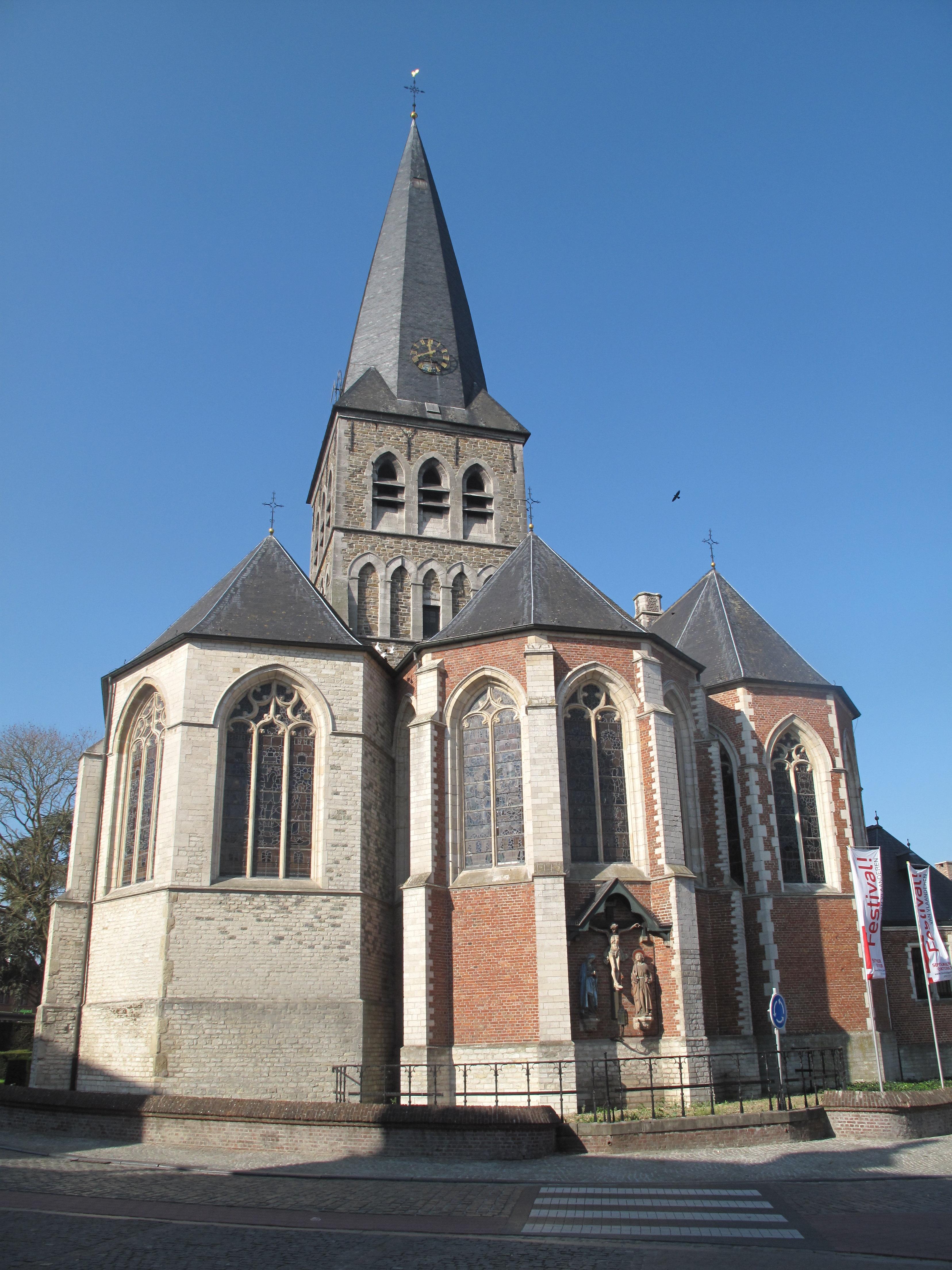
Martinikirche (Ostseite)